# 710-talet

## Händelser
- 710 - I Japan övergår Yamatoperioden i Naraperioden.

## Födda
- 712 - Du Fu, kinesisk poet

## Avlidna
- 710 - Kakinomoto no Hitomaro, japansk författare